# Géologie du Nord-Ouest Pacifique

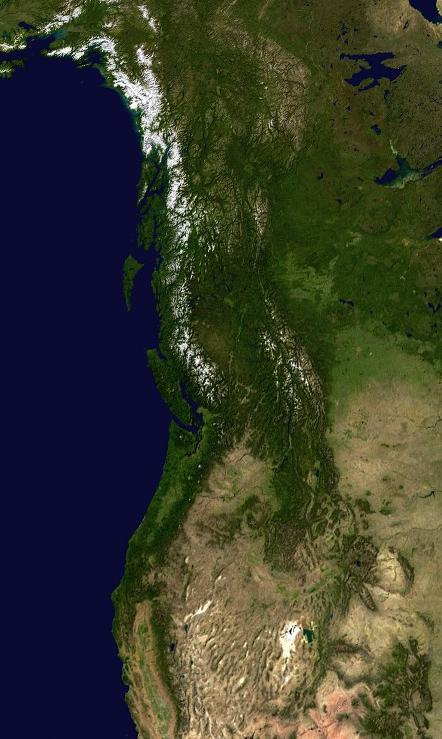
Le Nord-ouest Pacifique vu de l’espace.

La géologie du Nord-ouest Pacifique étudie les caractéristiques géologiques de la région du Nord-Ouest Pacifique qui s'étend en Amérique du Nord. Elle explique la formation de particularités géologiques telles que les montagnes et les volcans. Cette région géologique se caractérise par exemple par la chaîne des Cascades et le plateau du Columbia.
La géologie régionale est largement influencée par le déplacement vers l'ouest de la plaque nord-américaine qui entre en collision avec d'autres plaques tectoniques de type océanique originaires de la zone de l'océan Pacifique. Ce sont ces collisions successives qui sont à l'origine de la formation de chaines de montagnes mais également de nombreux volcans.

## Volcans

### Les volcans des Cascades
Les volcans de la région sont disposés en forme d'arc du sud-ouest de la Colombie-Britannique jusqu'au nord de la Californie quasiment parallèlement à la côte de l’océan Pacifique. Près de vingt centres volcaniques importants appartiennent à cet arc.

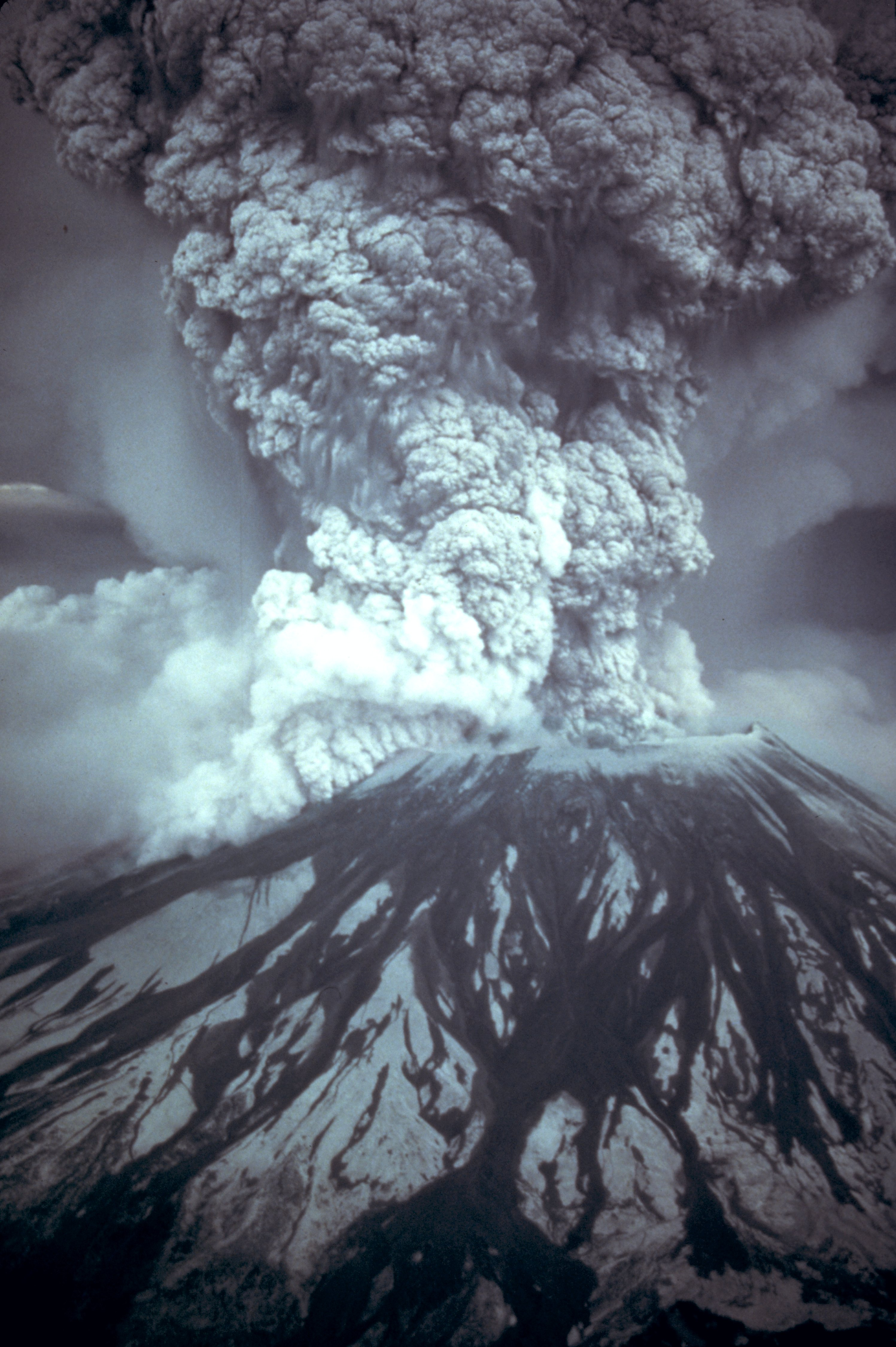
Le mont Saint Helens entre en éruption le 18 mai 1980.

Bien que les grands volcans comme le mont Saint Helens focalisent l'attention, la région est en réalité constituée de milliers de petits volcans qui n'ont jamais atteint des hauteurs importantes.
L’arc des volcans des Cascades n’est en réalité qu’une infime partie d’un immense complexe volcanique dénommé ceinture de feu du Pacifique et qui s’étend tout autour de l’océan Pacifique. Des phénomènes de subduction forment ici des volcans et sont régulièrement à l’origine de fréquents tremblements de terre. Cette subduction tire son origine de collisions entre la plaque tectonique nord-américaine et des plaques tectoniques océaniques plus petites qui s’étendent en bordure de l'océan Pacifique. Ces plaques, plus petites, s'enfoncent sous la plaque nord-américaine. Le frottement occasionné par le choc et la fragilité de la plaque au niveau du point de contact libère une importante énergie qui fait fondre une partie de la croûte terrestre en permettant au magma de traverser celle-ci. Le magma s'échappe alors en surface en formant des volcans tout en se refroidissant.
Au large des côtes se trouve également une faille. À l’est de la faille se forme la plaque océanique du Pacifique qui se déplace vers l’ouest. À l’ouest se forment différentes plaques tectoniques qui se dirigent vers l’est avant de disparaître sous le continent nord-américain. Parmi ces plaques se trouvent les plaques Juan de Fuca et Gorda.

Représentation de la plaque Juan de Fuca à l’origine d’un tremblement de terre de magnitude 9 sur l’échelle de Richter en 1700 (Cascadia Earthquake).

La plaque Juan de Fuca avance de 3 à 4 centimètres chaque année ce qui est environ deux fois moindre qu’il y a 7 millions d’années. Cela se ressent par un déclin de l’activité volcanique depuis cette époque et par une diminution de la fréquence des tremblements de terre.
La plaque de Juan de Fuca et ses deux excroissances que sont la plaque Explorer et la plaque Gorda sont en réalité les vestiges d’une bien plus grande plaque dénommé plaque Farallon. La plaque Explorer s’est séparée de la plaque Juan de Fuca il y a quatre millions d’années tandis que la plaque Gorda s’est séparée il y a entre 5 et 18 millions d’années. La plaque Explorer semble être stoppée tandis que la plaque Gorda continue sa course sous le continent nord-américain.
Les premiers volcans des Cascades apparaissent il y a environ 36 millions d’années. Les grands volcans visibles dans les noyaux volcaniques actuels entamèrent leur formation durant le Pléistocène il y a environ 1,6 million d’années. Tant que ce phénomène de subduction continuera à exister, les volcans pourront continuer à croître ou à se former dans la région.

### Volcanisme en dehors des volcans des Cascades

Carte de la région volcanique du mont Garibaldi.

La zone volcanique du mont Garibaldi au sud-ouest de la Colombie-Britannique est l'extension nord de l'arc volcanique des Cascades. Cette région accueille les plus jeunes volcans explosifs du Canada. Elle tire également son origine de la subduction des Cascades. Le volcan le plus au nord, le mont Meager, a connu une importante éruption il y a environ 2 350 ans. Cette éruption était probablement comparable à l’éruption du mont Saint Helens de 1980. Les cendres furent projetées jusqu’à l’ouest de la province canadienne de l’Alberta. Volcan très instable, il connut au moins trois glissements de terrain importants en 7 300 ans. Des sources chaudes à proximité du mont Meager et du proche mont Cayley indiquent que la chaleur du magma est toujours présente sous le volcan.
Certains géologues englobent dans la zone quelques volcans situés plus au nord. Dans ce cas, la caldeira de Silverthrone est considéré comme le volcan le plus au nord de la zone volcanique de Garibaldi. Néanmoins, aucune certitude n’existe pour dire que leurs formations dépendent également de la plaque Juan de Fuca.

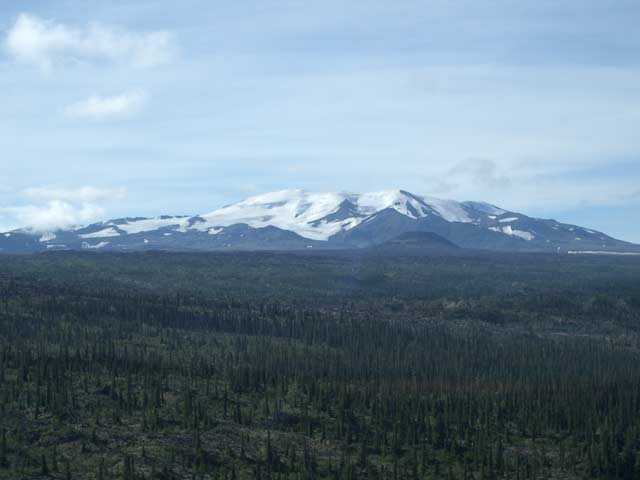
Mont Edziza, un important volcan bouclier au nord-ouest de la Colombie-Britannique.

La région volcanique la plus active de la région du Nord-ouest Pacifique porte le nom de Northern Cordilleran Volcanic Province (parfois ceinture volcanique Stikine). Elle contient plus de cent volcans récents et de nombreuses éruptions s'y sont déroulées durant les 400 dernières années. La dernière éruption de la zone s’est déroulée il y a environ 150 ans au niveau de Lava Fork dans la zone volcanique de Iskut-Unuk River Cones. Mais la zone éruptive la plus importante de la région et du Canada se situe au niveau du massif montagneux de Level Mountain. Elle est constituée d’un énorme volcan bouclier qui couvre une superficie de 1 800 km2 au sud-ouest du lac Dease et au nord de Telegraph Creek. Les sommets sont constitués de dômes de laves rhyolitiques et trachytiques. Le complexe volcanique du mont Edziza est un des plus spectaculaires de Colombie-Britannique. Parmi les cônes voisins se trouve le Eve Cone. Ce complexe, tout comme Level Moutain, serait apparu il y a entre 11 et 9 millions d’années.

Carte du complexe de la ceinture volcanique d'Anahim.

La ceinture volcanique d'Anahim s’étend du nord de l’île de Vancouver jusque Quesnel. Les géologues pensent qu’elle est née du passage de la plaque nord-américaine au-dessus d’un point chaud (point chaud d'Anahim) similaire à ceux qui ont donné naissance aux îles Hawaii.  
Le plus récent volcan de la zone est le cône Nazko. Sa dernière éruption remonte à 7 000 ans. Deux coulées de lave s’écoulèrent sur 1 km vers l’ouest et de nombreuses cendres furent projetées sur plusieurs kilomètres au nord et à l’est du cône. La ceinture englobe également les volcans des Ilgachuz Range, Rainbow Range et Itcha Range.
Le Groupe Chilcotin au sud de la Colombie-Britannique s’étend sur un axe nord-sud. La majorité des éruptions dans la zone remonte entre 6 et 10 millions d’années ou 2 à 3 millions d’années (Pliocène). Le groupe n’a connu que très peu d’éruptions durant le Pléistocène.
La zone volcanique de Wells Gray-Clearwater au sud-est de la Colombie-Britannique est constituée de petits volcans basaltiques et de longues coulées de lave qui se sont passées durant les trois derniers millions d’années. La zone englobe le parc provincial de Wells Gray qui abrite également la haute cascade de Helmcken Falls. L’origine du volcanisme dans la région est incertaine mais il pourrait s’agir de points faibles dans la croûte terrestre à cet endroit. La dernière éruption dans la zone remonte à 400 ans au niveau de Kostal Cone.
Sous les eaux du Pacifique, au large de la Colombie-Britannique se trouvent de nombreux monts sous-marins causés par des points chauds. Le mont Bowie, localisé à 180 km au large des îles de la Reine-Charlotte, est un des monts sous-marins les moins profonds du Canada.

### Activités volcaniques récentes

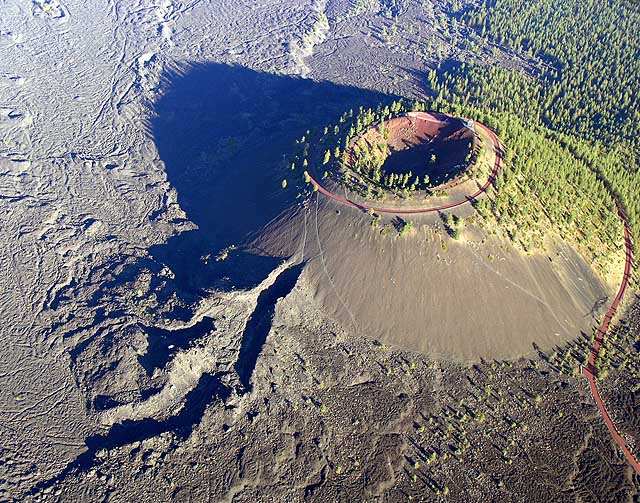
Lava Butte, Oregon, éruption 5000 ans av. J.-C.

- Mont Hood en 1781-1782.
- Mont Shasta en 1786.
- Mont Rainier en 1854.
- Mont Baker en 1880.
- Ruby Mountain en 1898.
- Pic Lassen en 1914-1915.
- Mont Saint Helens en 1980.

## Plateau du Columbia
Le plateau du Columbia est recouvert d'une importante enveloppe de laves accumulées sur plus de 500 000 km2.
Plus de 170 000 km3 de laves basaltiques, portant le nom de «Basaltes du fleuve Columbia», couvrent l'ouest de la région. Ces coulées de lave sont apparues il y a entre 17 et 6 millions d'années mais l'essentiel s'est déversé durant le 1,5 premier million d’années du phénomène.

### Époque glaciaire
Au début du Pléistocène (il y a environ un million d'années), les températures de la région ont fortement diminué ce qui donna naissance à de nombreux glaciers puis à une sorte de calotte glaciaire sur une bonne partie du continent. La couche de glace atteint alors par endroits plus de 1 000 m d'épaisseur. L'avancée des glaciers obstruait par moments le cours de rivières en donnant naissance à des lacs dans diverses régions.
C'est ainsi que le cours d'eau Clark Fork River fut obstrué et que se forma l'immense lac glacial Missoula. Ce lac mesurait près de 7 770 km2 et contenait un volume d'eau de 2 100 km3, environ la moitié de ce que contient le lac Michigan

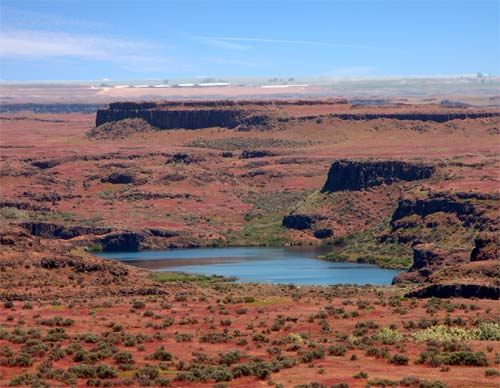
L'inondation crée d'immenses chenaux aujourd'hui asséchés comme ceux de Drumheller Channels.

Le barrage du lac se rompra par la suite en libérant rapidement un volume impressionnant d'eau qui s'écoule au nord de l'Idaho et à l'est de l'État de Washington. Ce phénomène se produisit à plusieurs reprises en creusant le plateau et en formant temporairement d'importantes cascades à différents endroits. Parmi ces cascades aujourd'hui disparues se trouve Dry Falls, qui à l'époque était plus grande que les chutes du Niagara.

## Les North Cascades
Le massif montagneux des North Cascades s'étend de l'État de Washington jusqu'au sud de la province de Colombie-Britannique. Cette région est très humide car les montagnes captent une grande partie des précipitations en provenance de l'océan Pacifique